# رواية مغامرة

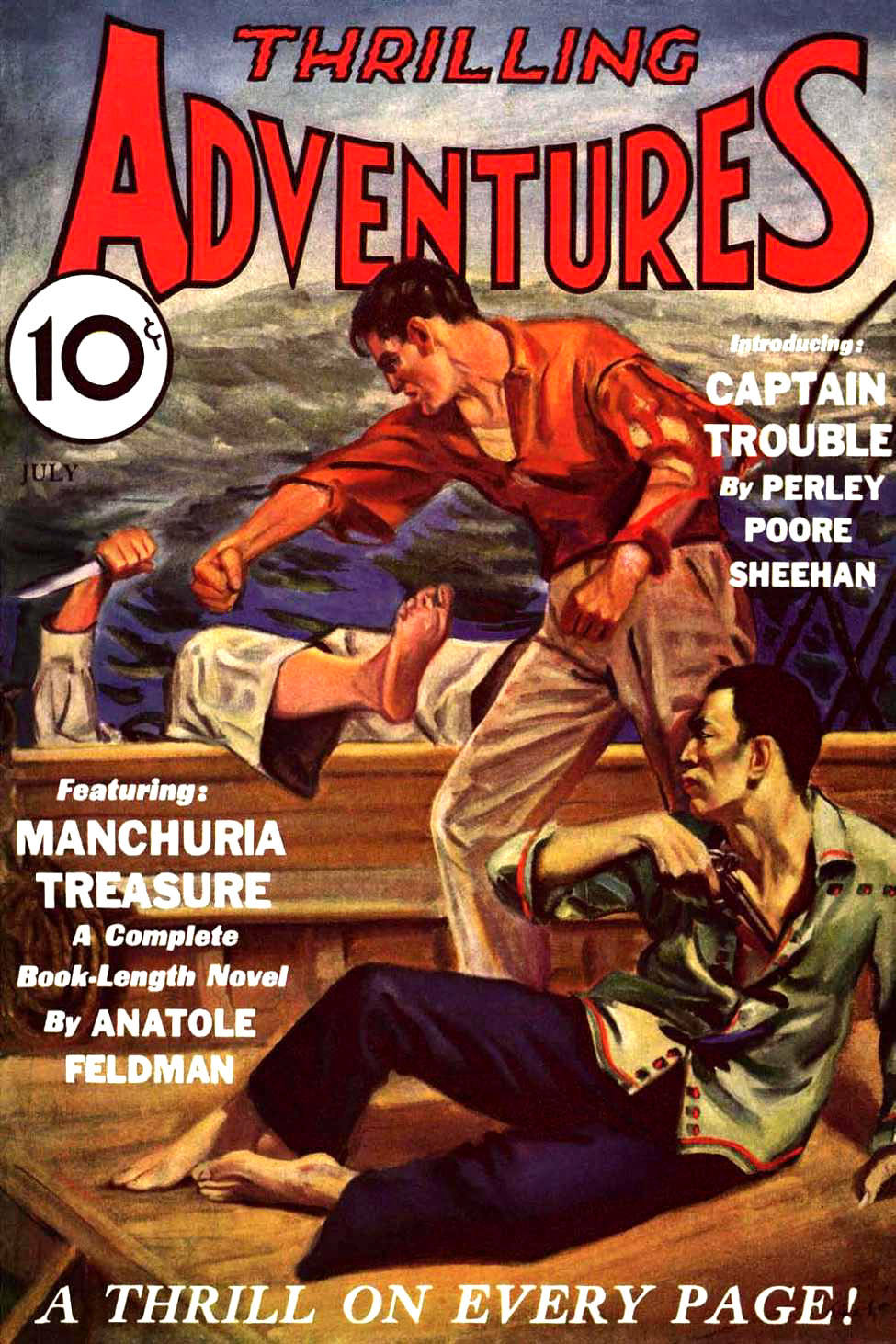

رواية مغامرة أو مغامرات (بالإنجليزية: Adventure novel)‏ (باللغة الفرنسية: Roman d'aventures) هي نوع من الروايات التي تكون قصتها الرئيسية على تعاقب الأحداث التي يعيشها البطل وتنطوي على الإثارة والمجازفة والخطر الجسدي. ولعل أبرز ما يميز أبطال رواية المغمرات أن شخصياتهم لا تتغير أمام الأحداث والمصاعب التي يواجهونها، فهم يحافظون على خصالهم وطبائعهم قبل أن ينطلقون في مغامراتهم.
تعود جذور رواية المغامرات إلى القدم كالإلياذة إلا أن مصطلح (رواية مغامرة) لم يظهر إلا في القرن التاسع عشر في انكلترا وكان ظهوره تعبيرًا عن اتجاه في الكتابة الروائية جسدتة أعمال (ستيفنسن)، و(كونراد)، (كيبلينغ) ولقد تأصل هذا النوع في فرنسا على يد (ألسكندر دوما)، و(جول فرن).

## بناء رواية مغامرة
تُبنى رواية المغامرات من خلال شخصية رئيسية أو مجموعة من الشخصيات تغادر موطنها الأصلي لتنطلق إلى رحلة طويلة مجهولة المآل مليئة بالأحداث ومفاجآت التي تشبه الأساطير فهي مغامرات تتسم بالغرابة والأسرار، فجوها المكاني بحار بعيدة وقفار وجزر وغابات وأدغال وقد تكون وعرة المسالك. أما صفات البطل أو (الشخصية الرئيسية) فتتسم بالقوة، والشجاعة، والصبر، والذكاء، ورجاحة العقل أو ربما تكون عكس ذلك تتسم بالغموض، ودناءة، أو الجنون.